# Пленник ада
«Пленник ада» (англ. «Hellbound») — 8-й эпизод 9-го сезона сериала «Секретные материалы». Премьера состоялась 27 января 2002 года на телеканале FOX. Эпизод принадлежит к типу «монстр недели» и никак не связан с основной «мифологией сериала», заданной в первой серии.
Режиссёр — Ким Мэннэрс, автор сценария — Дэвид Аманн, приглашённые звёзды — Кэти Бойер, Дэвид Фиглиоли, Джеймс Макдоннелл, Сирил О'Райли, Дон Суэйзи, Джордж Д. Уоллис и Кэри Кеннелл.
В США серия получила рейтинг домохозяйств Нильсена, равный 5,1, который означает, что в день выхода серию посмотрели 7,8 миллионов человек.
Главные герои сериала — агенты ФБР, расследующие сложно поддающиеся научному объяснению преступления, называемые Секретными материалами.. Сезон концентрируется на расследованиях агентов Даны Скалли (Джиллиан Андерсон), Джона Доггетта (Роберт Патрик) и Моники Рейс (Аннабет Гиш).

## Сюжет
Рейс ведет расследование секретных материалов вокруг человека, освежеванного заживо. Она узнает, что у него были видения собственной смерти, и вызывает Скалли на помощь в расследовании.